# Posłanie z piątej planety
Posłanie z piątej planety – antologia polskich opowiadań science fiction, wydana w 1964 roku przez Instytut Wydawniczy „Nasza Księgarnia”. Uznaje się, że jest to pierwsza antologia polskich utworów s-f. Książkę ilustracjami, w stylu znanym z wydań Bajek robotów Stanisława Lema czy Opowiadań niesamowitych Aleksandra Grina, opatrzył Daniel Mróz.
Zbiór to plon międzynarodowego konkursu na opowiadanie s-f, ogłoszonego w 1962 przez redakcje młodzieżowych czasopism popularnonaukowych w siedmiu krajach bloku wschodniego. Polskim organizatorem była redakcja miesięcznika „Młody Technik”. Tom zawiera 13 opowiadań wybranych spośród 103 nadesłanych na konkurs przez polskich autorów. W większości były to debiutanckie utwory młodych twórców, spośród których tylko kilku wydało później własne książki (Andrzej Czechowski, Konrad Fiałkowski, Stefan Weinfeld, Janusz A. Zajdel i Witold Zegalski). Konkurs wygrało opowiadanie Człekokształtny Andrzeja Czechowskiego, II nagrodę zdobył tekst Konrada Fiałkowskiego Prawo wyboru, zaś I wyróżnienie zdobył utwór Powrót gigantów Witolda Zegalskiego.

## Krytyka
Według Antoniego Smuszkiewicza, analogia ta „rejestruje 'zapasy narodowej wyobraźni' lat sześćdziesiątych” i, jako wynik konkursu (a nie decyzji jednej osoby – redaktora) reprezentuje najlepsze utwory swego czasu. Jej odpowiednikiem dla kolejnej dekady była antologia Wołanie na Mlecznej Drodze.
Smuszkiewicz i Andrzej Niewiadowski przytaczają utwory Zegalskiego i Perkowicza jako przykłady "powieści hipotezy" - utwórów wyjaśniających zjawiska niewyjaśnione jeszcze przez naukę (katastrofa tunguska w utworze Zegalskiego czy powstanie pasa asteroidów w układzie słonecznym w utworze Perkowicza).
Zbigniew Przyrowski podsumował tą antologię pisząc, że intencje autorów wszystkich zawartych w niej opowiadań są „wyraźnie jednoznaczne... pochwała ofiarności, poświęcenia... odwagi, szlachetnych uczuć. Z drugiej strony głęboka troska o to, by wszelkie zdobycze nauki i techniki służyły rzeczywiście dobru człowieka”, co Smuszkiewicz określił jako „fantastyka dziś już uznawana za klasyczną, wywodzącą się z verne'owskiej szkoły”. Smuszkiewicz uznał też, że twórczość tu przedstawiona, w większości autorów młodych, nie jest szczególnie nowa jeśli rozpatrywać ją w kontekście światowej fantastyki, ale jest pewną formą protestu – kontestacji – w kontekście polskiej literatury okresu socrealizmu.
Maciej Parowski pisze, że antologia „ukazuje fantastów jako osobników zafascynowanych perspektywami rysującymi się przed ludzkością po otwarciu drogi w kosmos”.
Stanisław Frycie ocenia, że mimo że utwory prezentowały dość nierówny poziom literacki, antologia była „czymś nowym” i zapowiadała pojawienie się nowych zagadnień i problemów. Wyróżnia opowiadania Fiałkowskiego, Czechowskiego, Zegalskiego i Szkołuta, pisząc, że „wspólną cechą tych powiastek jest refleksja nad sferą emocjonalną człowieka przyszłości”.

## Spis utworów
- Witold Zegalski – Powrót gigantów
- Witold Perkowicz – Posłanie z Piątej Planety
- Janusz Białecki – Pamiętnik kuchcika
- Tadeusz Kalicki – Helion Gamma
- Janusz A. Zajdel – Próba
- Konrad Fiałkowski – Prawo wyboru
- Stanisław Kuś – Żeby przypominały Ziemię
- Maciej Misiewicz – Sprawa profesora Growtha
- Marek Skalny – W drodze
- Aleksander Markowski, Andrzej Wieczorek – Consecutio temporum
- Andrzej Czechowski – Człekokształtny
- Kazimierz Szkołut – Decyzja Darry’ego
- Stefan Weinfeld – Ziemia jego przodków